# 春日養蜂場
有限会社春日養蜂場（かすがようほうじょう）は、岐阜県不破郡垂井町に本社を置くはちみつを生産販売する企業である。

## 概要
1947年4月に創業し1993年12月に有限会社 春日養蜂場を設立した。
蜂蜜、ローヤルゼリー、プロポリス、はちみつ石鹸といった蜂産品原料の生産、通信販売を含めた販売を行っている。
2008年に認定農業者取得し担い手対策を中心とした事業等を行なっている。また、2011年から2013年にかけてカンボジア養蜂振興の養蜂技術指導者(JICA・ARUN共同事業)に選ばれ現地調査などを行った。

## 受賞・認定
- 1997年 岐阜県議会議長賞[3]
- 2000年 岐阜県知事賞[4]
- 2003年 岐阜県農林水産局長賞[5]
- 2009年 東海農政局長賞[6]
- 2014年 農林水産大臣賞[7]
- 2017年 飛騨・美濃すぐれもの（伊吹百草蜜）[8]
- 2018年 垂井TOPブランド2018（伊吹百草蜜）[9]
- 2019年　垂井TOPブランド2019 （伊吹百草蜜）
- 2020年　垂井TOPブランド2020 （伊吹百草蜜）

その他にも岐阜県はちみつ共進会で金賞や岐阜県食品産業協議会賞などを受賞している。